# ANS-Synthesizer

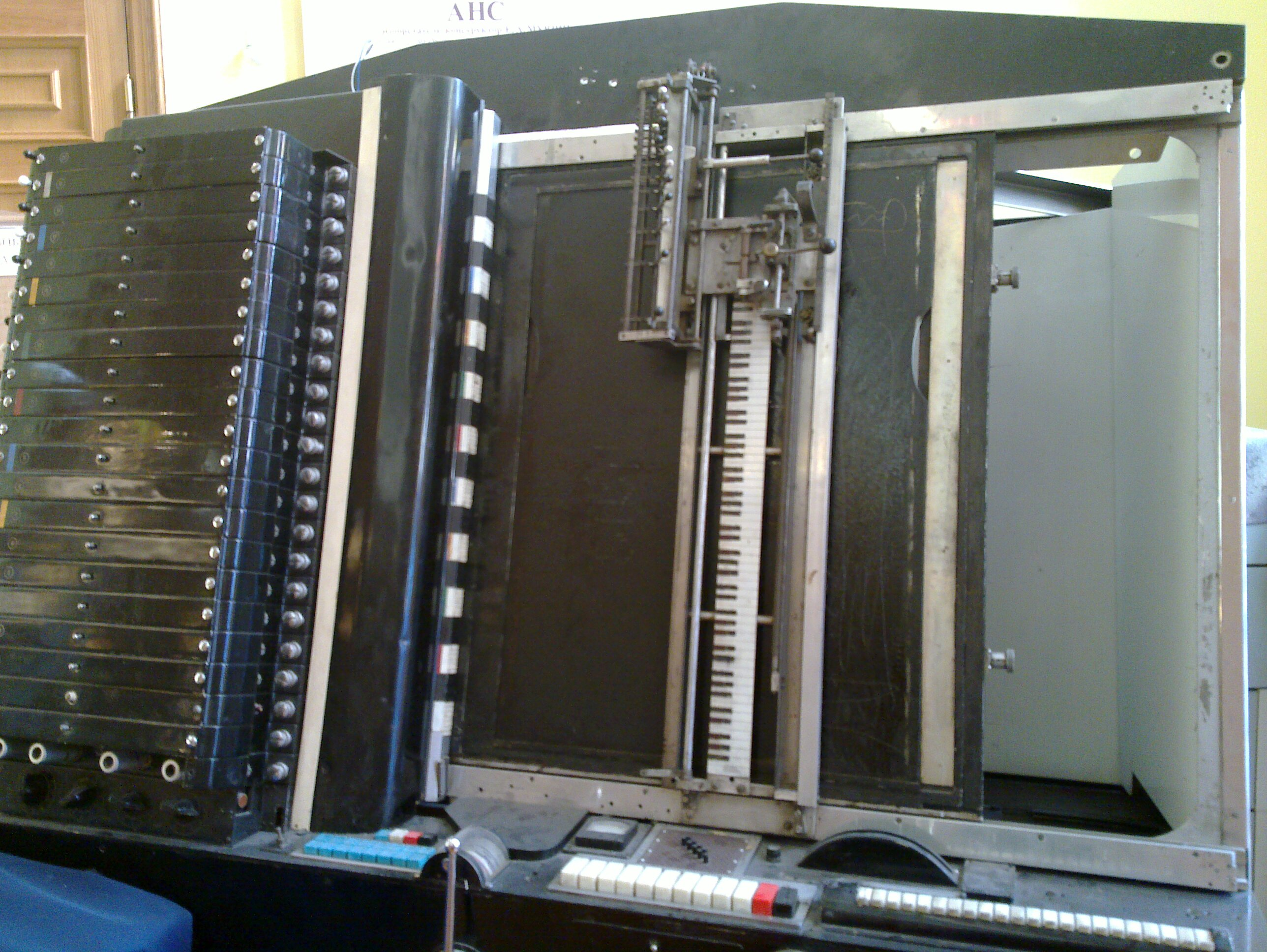
ANS im Glinka-Museum in Moskau

Der ANS-Synthesizer ist ein photoelektronisches Musikinstrument, welches von dem russischen Ingenieur Jewgeni Alexandrowitsch Mursin zwischen 1937 und 1957 entwickelt wurde. Die Bezeichnung ANS geht auf den Komponisten Alexander Nikolajewitsch Skrjabin zurück.

## Funktion

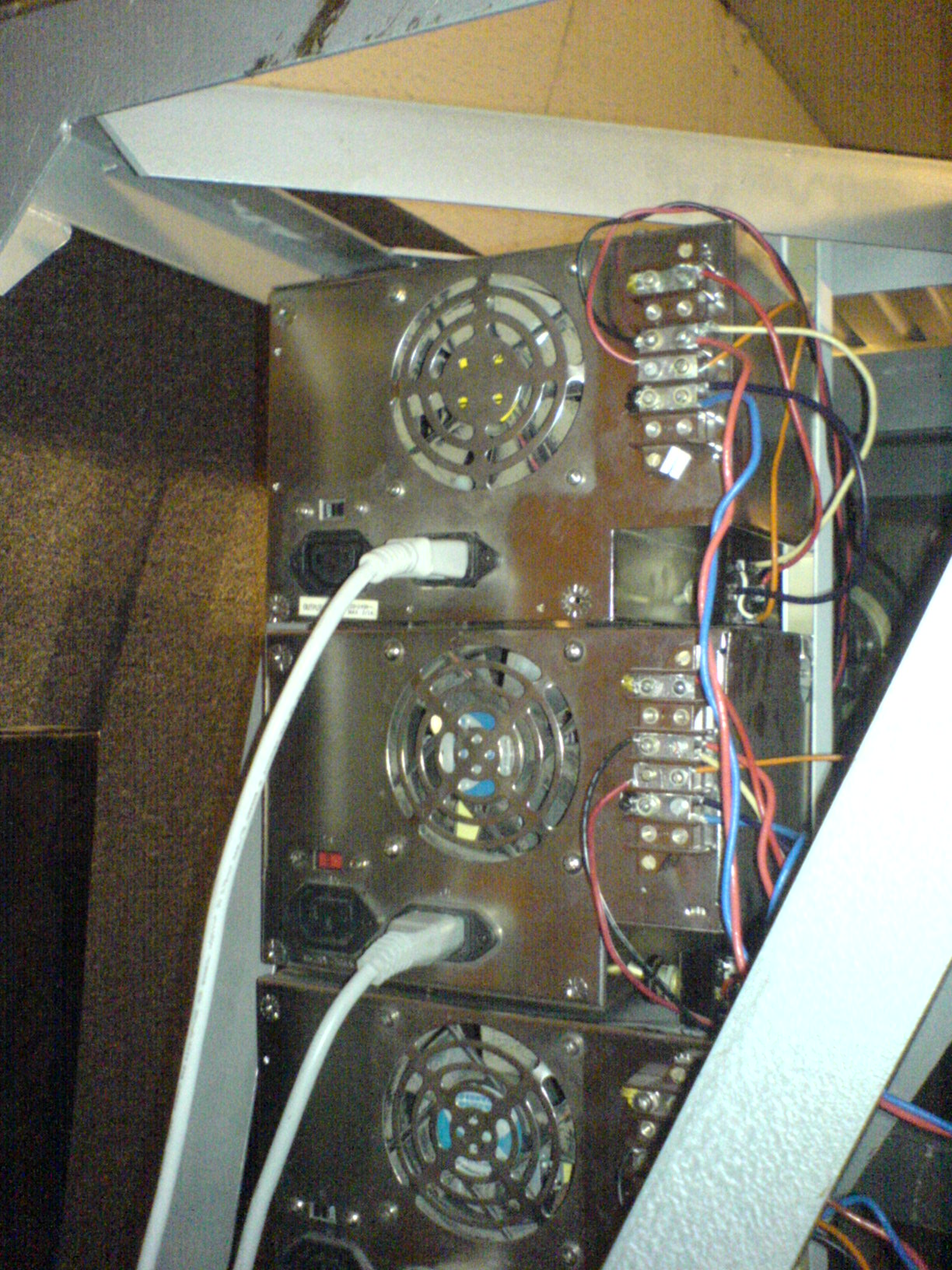
Elektronik des ANS

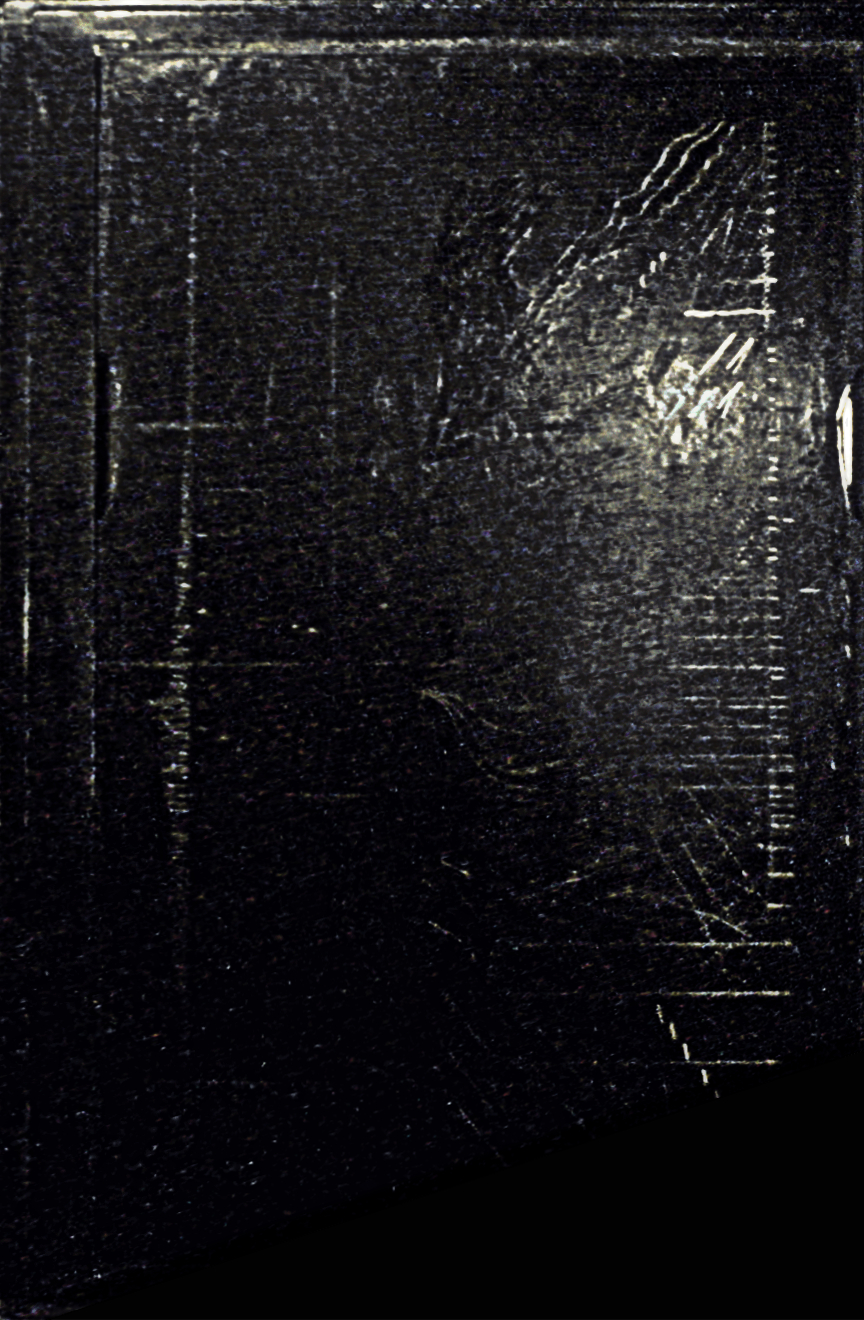
Beispiel einer Partitur auf einer Glasplatte

Die technologische Grundlage der Erfindung war das in der Kinematographie verwendete Verfahren der grafischen Tonaufzeichnung, das gleichzeitig in Russland und den USA entwickelt wurde. Dies ermöglicht es, einerseits ein sichtbares Bild einer Schallwelle zu erhalten und gleichzeitig auch das entgegengesetzte Ziel zu verwirklichen – nämlich die Synthese eines Klangs aus einem zuvor künstlich gezeichneten Schallspektrogramm.
Dazu werden die von der ANS zu erzeugenden Sinuswellen mittels eines speziellen Verfahrens, das Mursin zunächst erst entwickeln musste, auf fünf Glasscheiben aufgedruckt. Auf 5 solcher Scheiben wurden jeweils 144 einzelne Spuren aufgebracht, was zu insgesamt 720 Mikrotönen mit diskreten Tonhöhen führte, welche sich über 10 Oktaven erstrecken. Dies ergibt eine Auflösung von 1/72 Oktaven und damit 16,67 Cent. Die Räder sind in einem vertikalen Verbund angeordnet, beginnend mit den niedrigen Frequenzen am unteren Ende und den hohen Frequenzen am oberen Ende. Das durch die Bewegung modulierte Licht dieser Räder wird dann auf die Rückseite des Synthesizers projiziert.
Als Benutzerschnittstelle fungiert eine Glasplatte, die mit einem nicht-trocknenden, undurchsichtigen Mastix-ähnlichen Material bedeckt ist und eine Art Zeichenfläche darstellt, auf welcher der Benutzer durch Kratzen Markierungen anbringen kann, welche das Licht an dieser Stelle durchlassen. Vor der Glasplatte befindet sich eine vertikale Reihe von zwanzig Fotozellen, die Signale an zwanzig Verstärker und Bandpassfilter leiten, von denen jeder über einen eigenen Volumenregler verfügt. Die Anordnung ist vergleichbar mit einem Zehn-Oktaven-Equalizer mit zwei Reglern pro Oktave.
An den Stellen, an denen Licht auf die Fotozellen fällt, wird die entsprechende Tonfrequenz aktiv. Der ANS ist somit vollständig polyphon und kann auf Wunsch alle 720 Tonhöhen gleichzeitig erzeugen, wozu ein vertikaler Kratzer über die gesamte Höhe erforderlich wäre.
Zum Abspielen kann die Glasplatte links oder rechts vor der Fotozellenbank bewegt werden, um die Zeichnung direkt in Tone umzuwandeln. Dabei spielt das Instrument das ab, was aufgezeichnet wurde, ähnlich einer Partitur. Die Funktion entspricht etwa der einer Notenrolle. Der Vorgang kann mit Hilfe eines Getriebemotors unterstützt oder manuell ausgeführt werden. Die Abspielgeschwindigkeit ist damit bis auf Null regelbar, wobei anders als bei einem Tonband oder einer Schallplatte die Geschwindigkeit, mit der die Partitur bewegt wird, keinen Einfluss auf die Tonhöhe hat, sondern nur die Tondauer und somit das Tempo der Wiedergabe ändert.

## Geschichte

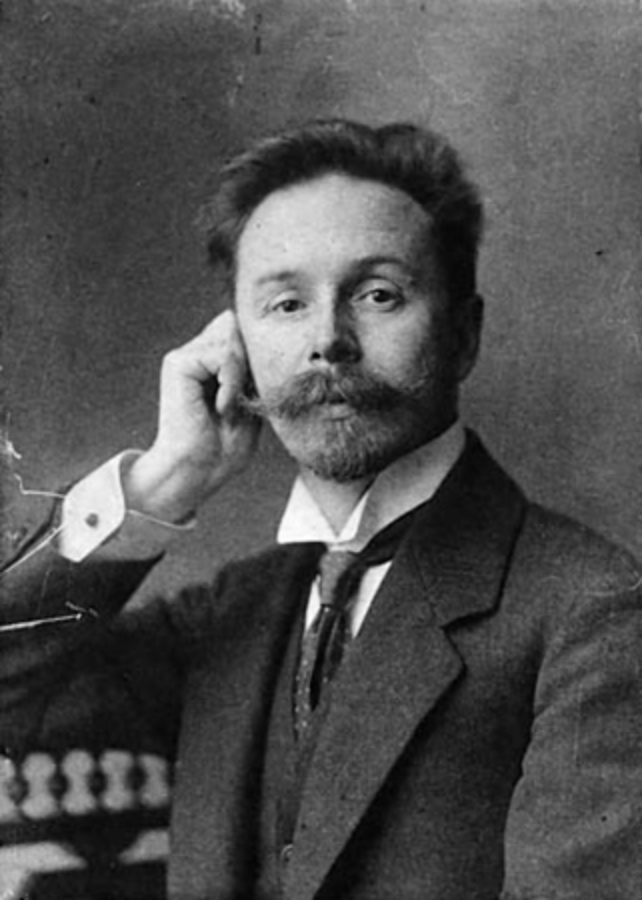
Alexander Nikolajewitsch Skrjabin

Skrjabin-Keyboard mit synästhetischer Farb-Ton-Zuordnung

Mursin benannte seine Erfindung zu Ehren des Komponisten Alexander Nikolajewitsch Skrjabin (1872–1915). Dieser war ein Okkultist, Theosoph und als Synästhet ein früher Vertreter der Farbklangtheorien in der Musik. Mursin war stark von dessen Ideen und Denkansätzen beeinflusst.
Der Synthesizer war im Studio für elektronische Musik über dem Skrjabin-Museum, in der Nähe des Arbats im Zentrum Moskaus untergebracht, bevor er in den Keller der Zentraluniversität an der Ecke Bolschaja Nikizkaja umzog. Es wurde dank Stanislaw Kreichi vor der Verschrottung bewahrt, der die Universität dazu überredete, sich um das Studio zu kümmern.
Der ANS-Synthesizer wurde u. a. benutzt von Stanislav Kreichi, Alfred Schnittke, Edison Denisov, Sofia Gubaidulina und weiteren sowjetischen Komponisten. Edward Artemiev schrieb viele Werke für Filme von Andrei Tarkovsky mithilfe des ANS. Besonders hervorzuheben ist hierbei Artemievs Partitur von Tarkovskys Film Solaris von 1972, in welcher der ANS verwendet wurde, um einen Science-Fiction-Effekt zu erzeugen, der der ambient Music ähnelt.
Nach einigen Jahren im Theremin Center befindet sich das ANS (es gibt nur dies eine, das Original wurde zerstört und dies ist die verbesserte Version) nun im Glinka State Central Museum of Musical Culture in Moskau.

## Aufnahmen

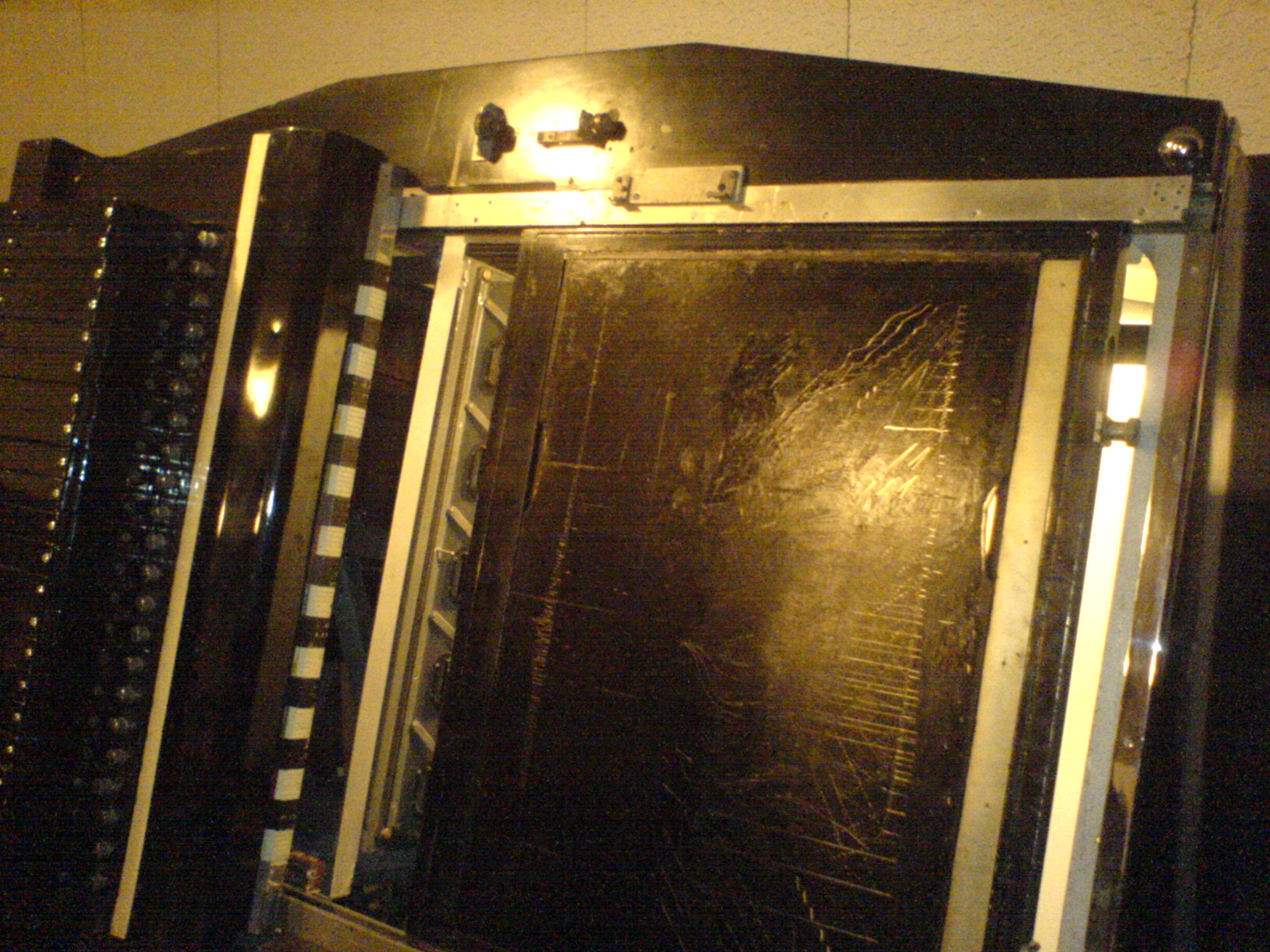
ANS im Theremin Center

Ein Album mit Werken der oben genannten Komponisten mit dem Titel „Musical Offering“ wurde 1990 bei Melodiya (C60 30721 000) veröffentlicht, obwohl die Aufnahmen aus den 1960er und 1970er Jahren stammen. Aufnahmen von Stanislav Kreichi – „Ansiana“ und „Voices and Movement“ – sowie frühere Werke („Electroshock Presents: Electroacoustic Music“), bei denen der Synthesizer verwendet wurde, sind bei Electroshock Records erhältlich. Ein Soundtrack des Films Into Space (1961) in Zusammenarbeit mit Edward Artimiev bleibt unveröffentlicht. Die britische Experimentalmusik-Gruppe T.A.G.C. verwendete auf der ANS erzeugte Klänge für zwei Kompositionen, die 1996 auf dem Deepnet-Kompilationsalbum veröffentlicht wurden. Im Jahr 2002 strahlte BBC Radio 4 im Rahmen ihrer Soundhunter-Reihe eine Sendung von Isobel Clouter über den ANS aus. Im Jahr 2004 veröffentlichte die britische Experimentalgruppe Coil mit Coil ANS, ein Album mit experimenteller Musik, das vollständig auf dem ANS gespielt wurde. Die norwegische Künstlerin Zweizz veröffentlichte 2007 eine Kassette, auf der die B-Seite vollständig aus ANS-Aufnahmen besteht.

## Sonstiges
Alexander Zolotov entwickelte ein virtuelles Gerät, welches die Funktion des ANS auf dem iPhone nachbildet.